# Уолтерс, Томас
Томас Эдвард Уолтерс (англ. Thomas Edward Wolters; 29 февраля 1932, Атчисон, Канзас — 14 февраля 2004, Колорадо) — американский военный деятель, бригадный генерал ВВС США.

## Биография
Томас Эдвард Уолтерс родился 29 февраля 1932 года в Атчисоне, штат Канзас.
Томас Эдвард Уолтерс скончался 14 февраля 2004 года в Колорадо.

## Личная жизнь
Сын — Тод Дэниел Уолтерс (р. 1960), генерал ВВС США, Верховный главнокомандующий Объединённых вооружённых сил НАТО в Европе.

## Награды
Орден «Легион почёта» с двумя бронзовыми пучками дубовых листьев, Крест лётных заслуг, медаль «Бронзовая звезда», медаль «За похвальную службу», воздушная медаль с тринадцатью пучками дубовых листьев, похвальная медаль Военно-воздушных сил с двумя пучками дубовых листьев, благодарность подразделению Военно-воздушных сил от президента США, награда выдающемуся авиационному подразделению с тремя пучками дубовых листьев.